# Aleksandar Zečević (nacido en 1975)
Aleksandar Zečević (en serbio: Александар Зечевић) (Sarajevo, Yugoslavia, 29 de junio de 1975) es un exjugador y entrenador serbio de baloncesto.

## Como jugador
Zečević jugó para el Estrella Roja de Belgrado y el KK Vršac de la Liga yugoslava. En la temporada 1993–94, ganó la Liga  con el Estrella Roja, jugando junto a Dragoljub Vidačić, Ivica Mavrenski, Saša Obradović, Mileta Lisica, Aleksandar Trifunovič y Dejan Tomašević. En la temporada 2000–01 jugó con el KK Vršac, con el que llegó a la final de la Copa Korać, en la que perdió con el equipo español Unicaja. En los 16 partidos de esa copa Korać promedió 16.3 puntos, 5.3 rebotes y 1.1 asistencias por partido.
Desde el año 2001, jugó fuera de Serbia durante 10 años: en Alemania (Telekom Baskets Bonn), Portugal (UD Oliveirense), Bélgica (RBC Verviers-Pepinster y Leuven Osos), Francia (Olympique Antibes), y Georgia (Dinamo Tbilisi).

## Como entrenador
En noviembre de 2016, Zečević se incorpora como primer entrenador en el RBC Pepinster. Abandona el puesto al final de la temporada 2016-2017.

## Reconocimientos y premios
- Campeón de Liga yugoslava: 1 (con Estrella Roja de Belgrado: 1993–94)
- Campeón de la Copa de baloncesto de Portugal: 1 (con U.D. Oliveirense: 2002–03)
- Ganador de Liga Portuguesa de Baloncesto: 1 (con U.D. Oliveirense: 2002–03)